# Acradenia
Acradenia, maleni biljni rod grmova i drveća iz porodice rutovki, kojemu pripadaju dva australska endema, A. euodiiformis s australskog kontinenta, i A. frankliniae s otoka Tasmanija